# Horst Schachner
Horst Schachner (* 27. Juni 1962 in Graz) ist ein österreichischer Gewerkschaftsfunktionär und Politiker der Sozialdemokratischen Partei Österreichs (SPÖ). Vom 17. Dezember 2019 bis zum 17. Dezember 2024 war er vom Landtag Steiermark entsandtes Mitglied des Bundesrates.

## Leben
Horst Schachner besuchte nach der Volksschule in Wetzelsdorf und Liebenau die Hauptschule Dr. Karl Renner in Liebenau. Anschließend erlernte er den Beruf des Konditors. 1980 leistet er den Präsenzdienst ab.
Schachner war in der Gastronomie und im Baugewerbe tätig. 1984 trat er in die damaligen Grazer Verkehrsbetriebe als Bus- und Tramfahrer ein. 1991 wurde er Vizeobmann und 1992 Vorsitzender des Arbeiterbetriebsrates, 1998 wurde er Vorsitzender des Zentralbetriebsrates der Grazer Stadtwerke AG. Von 1998 bis 2007 war er Vorsitzender der Gewerkschaft Handel, Transport, Verkehr (HTV) in der Steiermark, von 2002 bis 2007 auch Vorsitzender der Bundessektion Verkehr und Vorsitzender-Stellvertreter der Gewerkschaft HTV. 2002/03 war er zunächst geschäftsführender Vorsitzender der Landesorganisation Steiermark des Österreichischen Gewerkschaftsbundes (ÖGB), seit 2003 fungiert er als deren Vorsitzender. Seit 2007 ist er außerdem steirischer Landesvorsitzender der Verkehrs- und Dienstleistungsgewerkschaft Vida.
Seit 2002 gehört er dem Landesparteivorstand der SPÖ Steiermark an. Nach der Landtagswahl 2019 wurde er zu Beginn der XVIII. Gesetzgebungsperiode am 17. Dezember 2019 vom Landtag Steiermark neben Elisabeth Grossmann in den Bundesrat entsandt. Die beiden steirischen SPÖ-Mandatare Hubert Koller und Martin Weber schieden aus dem Bundesrat aus.
Nach der  Landtagswahl 2024 schied Schachner aus dem Bundesrat aus.

## Auszeichnungen
- 2022: Großes Goldenes Ehrenzeichen des Landes Steiermark[5]